# Greta telesto
Greta telesto är en fjärilsart som beskrevs av William Chapman Hewitson 1854. Greta telesto ingår i släktet Greta och familjen praktfjärilar. Inga underarter finns listade i Catalogue of Life.